# Sticherus laevigatus
Sticherus laevigatus là một loài dương xỉ trong họ Gleicheniaceae. Loài này được Willd. C. Presl mô tả khoa học đầu tiên năm 1836.